# Ampelion rufaxilla
Ampelion rufaxilla е вид птица от семейство Cotingidae.

## Разпространение
Видът е разпространен в Боливия, Колумбия, Еквадор и Перу.